# Tratto Pen
Tratto Pen (o più comunemente il Tratto) è una penna con punta sintetica e inchiostro ad acqua di largo consumo e contraddistinta da un design semplice e caratteristico.

## Storia
Progettata nel 1975 per FILA - Fabbrica Italiana Lapis ed Affini S.p.A. da Design Group Italia di Marco Del Corno e vagamente ispirarata alla penna Hastil di Marco Zanuso e Richard Sapper, la penna Tratto si è nel corso degli anni guadagnata lo status di icona del design. 
Nel 1979 le è stato assegnato il premio Compasso d’Oro per il design e la funzionalità. 
La Tratto Pen e la "sorella" Tratto Clip vengono regolarmente incluse in pubblicazioni e mostre sulla storia del design, tra cui recentemente quella allestita al MoMA di New York dal titolo Phaidon Design Classics.